# Bästa bilden
Bästa bilden är en svensk realityserie i tävlingsformat som hade premiär på SVT och SVT Play den 13 mars 2025. Programledare för serien är Kristina ”Keyyo” Petrushina. Serien är baserad på ett holländskt format.

## Handling
Realityserien handlar om sex kändisar som utmanas om att ta just den bästa bilden. 

## Medverkade
- Kristina ”Keyyo” Petrushina – programledare
- Bingo Rimér – domare
- Aida Chehrehgosha – domare
- Anna Clarén – gästexpert
- Caroline Roosmark – gästexpert
- Anneè Olofsson – gästexpert
- Alex Dawson - gästexpert
- Linda Ågren - modell[3]
- Nassim Al Fakir
- Manfred Erlandsson
- Ellen Bergström
- Therese Alshammar
- Marcus Schenkenberg
- Claudia Galli